# Gymnastes mckeani
Gymnastes mckeani är en tvåvingeart som beskrevs av Alexander 1935. Gymnastes mckeani ingår i släktet Gymnastes och familjen småharkrankar.
Artens utbredningsområde är Thailand. Inga underarter finns listade i Catalogue of Life.